# Седерчепінгсон
Седерчепінгсон, також інколи Стурон (швед. Söderköpingsån, також Storån) — річка на півдні Швеції, у лені Естерйотланд. Довжина річки становить близько 25 км,  площа басейну  — близько 881,7 км².  На річці побудовано 1 ГЕС малої потужності.
Більшу частину басейну річки Седерчепінгсон — 60 % — займають ліси, сільськогосподарські угіддя займають 31 % території басейну, 9 % займають озера. 

## ГЕС
На річці Стурон зведено 1 малу ГЕС «Nybble» з загальною встановленою потужністю 0,405 МВт і з загальним середнім річним виробництвом близько 1,1 млн кВт·год. ГЕС «Nybble» було побудовано 1930 року. 